# لونا المصري
لونا رامي أمين المصري (9 مارس 1994 - ) لاعبة كرة قدم أردنية، تلعب في خط الوسط.

## وصلات خارجية
- لونا المصري على موقع Soccerway.com (الإنجليزية)

- لونا المصري على Soccerway